# 深圳地铁11号线
深圳地铁11号线，曾称机场线，是深圳地铁的第一條通勤鐵路，线路起於華強南站，经深圳宝安国际机场，終至碧頭站，路線全長57.5公里，共设21座车站，代表色是暗紫色。11号线連接福田中心區、南山、前海、機場、福永、福海、沙井、松崗等片區，是深圳城市核心區與西部濱海地區的組團快線。因为中途经过深圳宝安国际机场，所以该线同時兼有機場快線的功能。与深圳地铁其他线路相比较，11号线具有站距长、速度高、运量大的特点，其更是中國大陸第一條配备商務車廂的地鐵路線。11号线于2012年4月开工，全线车站于2015年5月11日主体部分施工完成，進入調試、內部修飾階段，2016年3月30日三权移交试运行，在2016年6月28日通车，为深圳地铁第一條營運速度達120km/h的路線，比既有路線快50%。

## 沿革

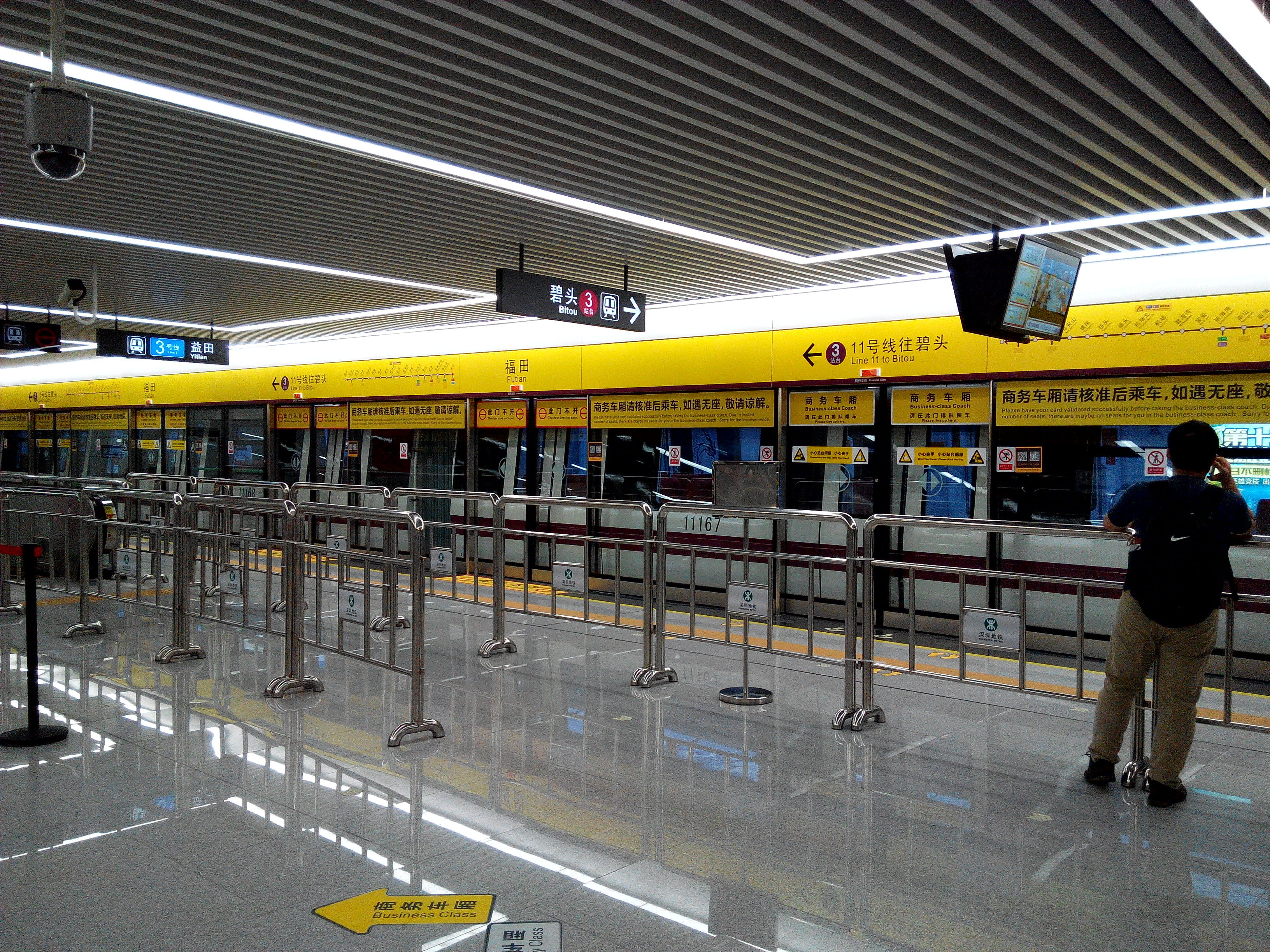
11号线商务车厢站台部分

11号线原为穗深城际铁路的一部分，即穗深城际线在深圳境内的路段。2004年国务院常务会议审议通过《中长期铁路网规划》，随后深圳市编制了《国家铁路深圳地区布局规划》。根据该规划，广深间远期将有三条轨道交通线路，即广深铁路、广深港高速铁路和穗深城际线。由于穗深城际线与深圳规划中的机场快线重合，因此早即有两者共线的方案。此外，现有1號綫的机场东站只能到达深圳宝安国际机场A、B航站楼。而随着T3航站楼的建成使用，A、B航站楼已不再使用，11号线亦是T3航站楼的交通接驳工程。
2006-2007年间，由于深圳机场T3航站楼和高铁福田站先期开工建设，有关部门进行了11号线的前期研究工作，并在T3航站楼和福田站预留了土建条件。2007年的《深圳市城市轨道交通建设规划（2011～2020）》中首次公开发布11号线之规划。该方案与现时方案的线路走向基本相同。但为了与穗深城际线直通运行，11号线使用动车组列车。
由于11号线与穗深城际铁路、港深機場鐵路共线与否的问题一直未得到解决，11号线的前期工作进行得十分缓慢。2008年12月穗深城际线在宝安举行了声势浩大的开工仪式（是时的设计为与11号线共线），省委书记汪洋、省长黄华华均出席。然而由于设计更改，旋即停工。
2010年7月，中国铁道部部长刘志军与广东省常务副省长朱小丹在铁道部就加快广东省铁路建设举行会谈。珠三角城际轨道交通原由广东省政府主导，省部会谈后，改由铁道部主导。穗深城际线由原来的城市轨道交通制式改为国铁城际铁路制式。穗深城际线不再进入深圳市中心区。穗深城际线的旅客须在机场站或机场北站转乘11號綫，进入深圳市区。又由于11号线采用地铁制式，因此已无与穗莞深线直通运行之可能。
11号线工程是中国大陆首条采用头等车+普通车编组（2+6）、时速120km、並兼顾机场功能的快线（形式與港鐵東涌綫、機場快綫、東鐵綫近似），當時国内尚无相关规范及标准，亦无先例可循。同时本线地质条件复杂，有跨海及穿越填海区地段，建设方面难点较多。从2006年至2011年，历经5年时间，11号线分别完成了总体方案研究、工可研、总体设计、初步设计等阶段，完成了相关专题专项研究（如时速120km快线标准、头等车管理、空气压力波、多种介质同时存在下防腐问题等）。 在深圳地铁三期工程中，11号线成为进度最快，亦最先开工的一条路线。

## 建设
11号线采用“融资+设计施工总承包”的BT（Build-Transfer）模式建设。深圳市政府于2011年11月公开招标，共有五家公司投标。中国中铁以人民币255.5亿元中标，工程包括建造11号线、车公庙枢纽、上盖物业及其他附属工程。
2012年4月19日，11号线开工仪式在前海举行，标志着11号线正式动工。11号线已于2016年3月30日三权移交试运行，并于2016年6月28日建成通车，并由深圳市地铁集团有限公司运营。2022年10月28日，11號線福田至崗廈北段則跟隨14號線同步正式開通。

## 二期工程
- 2024年7月19日，深圳地鐵11號線二期雙線實現無縫線路焊接軌通。
- 2024年8月9日，深圳地鐵11號線二期工程全線熱滑試驗圓滿成功，標誌著二期工程已具備列車上線調試條件。
- 2024年8月19日，深圳地鐵11號線二期紅嶺南站砌築裝修、機電安裝分部工程順利通過驗收。
- 2024年9月6日，中鐵一局發布消息稱，深圳地鐵11號線二期工程已通過項目驗收。
- 2024年10月14日，深圳市规划和自然资源局公布11号线二期车站的正式站名。[15]
- 2024年12月28日，深圳地鐵11號線二期开通运营。[16]

## 线路走向及车站设置
| 车站名称[1]                                                                                                   | 英文名称 | 所在区域                        | 启用日期       | 换乘线路[2]                                            | 月台类型       |
| 北延段 | 北延段   | 北延段                          | 北延段         | 北延段                                                 | 北延段         |
| --- | -------- | ------------------------------- | -------------- | ------------------------------------------------------ | -------------- |
| 长安汽车站 |          | 东莞市長安鎮                    | 未启用         | █ 3号线                                                | 地下岛式站台   |
| 11号线 |          |                                 |                |                                                        |                |
| 碧頭 |          | 宝安区                          | 2016年6月28日  |                                                        | 地下岛式站台   |
| 松崗 |          | 宝安区                          | 2016年6月28日  | █6号线 █12号线                                         | 地下岛式站台   |
| 后亭 |          | 宝安区                          | 2016年6月28日  |                                                        | 地下岛式站台   |
| 沙井 |          | 宝安区                          | 2016年6月28日  | █18号线                                                | 高架岛式站台   |
| 馬安山 |          | 宝安区                          | 2016年6月28日  |                                                        | 高架岛式站台   |
| 塘尾 |          | 宝安区                          | 2016年6月28日  |                                                        | 高架岛式站台   |
| 桥头 |          | 宝安区                          | 2016年6月28日  |                                                        | 高架岛式站台   |
| 福永 |          | 宝安区                          | 2016年6月28日  | █12号线                                                | 地下岛式站台   |
| 机场北 |          | 宝安区                          | 2016年6月28日  | █20号线 深圳机场北站：穗深城际                         | 地下岛式站台   |
| 机场 |          | 宝安区                          | 2016年6月28日  | 深圳机场站：穗深城际                                   | 地下岛式站台   |
| 碧海灣 |          | 宝安区                          | 2016年6月28日  |                                                        | 地下岛式站台   |
| 寶安 |          | 宝安区                          | 2016年6月28日  |                                                        | 地下岛式站台   |
| 前海灣 |          | 南山区 前海深港现代服务业合作区 | 2016年6月28日  | █1号线 █5号线 前海站：穗深城际                         | 地下岛式站台   |
| 南山 |          | 南山区                          | 2016年6月28日  | █12号线                                                | 地下岛式站台   |
| 海 |          | 南山区                          | 2016年6月28日  | █2号线 █13号线                                         | 地下岛式站台   |
| 紅樹灣南 |          | 南山区                          | 2016年6月28日  | █9号线 █29号线                                         | 地下双岛式站台 |
| 車公廟 |          | 福田区                          | 2016年6月28日  | █1号线 █7号线 █9号线                                   | 地下岛式站台   |
| 福田 |          | 福田区                          | 2016年6月28日  | █2号线 █3号线 福田站                                   | 地下岛式站台   |
| 崗廈北 |          | 福田区                          | 2022年10月28日 | █2号线 █10号线 █14号线                                 | 地下双岛式站台 |
| 福星 |          | 福田区                          | 2024年12月28日 |                                                        | 地下岛式站台   |
| 华强南 |          | 福田区                          | 2024年12月28日 | █7号线（經華強路站換乘█1号线）                         | 地下岛式站台   |
| 紅嶺南 |          | 罗湖区                          | 預計2025年     | █9号线（需出閘換乘） █1号线 █2号线 █5号线（大劇院）[3] | 地下岛式站台   |
| 注释 |          |                                 |                |                                                        |                |
| 1↑ 斜体标示的车站，尚未启用。 2↑ 斜体标示的换乘或转乘，尚未启用。 3↑ 红岭南站与大剧院站的換乘通道尚在规划中。 |          |                                 |                |                                                        |                |
| 论 编 |          |                                 |                |                                                        |                |

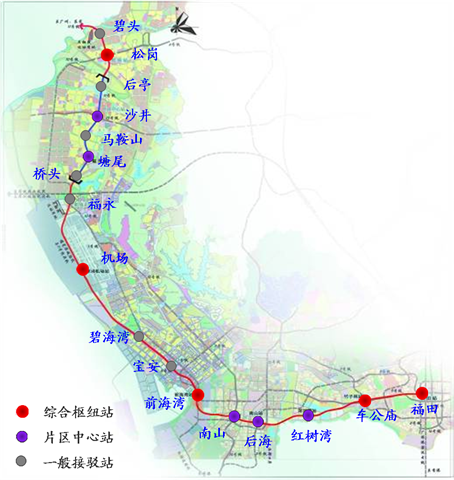
11号线路线图（按实际地形绘制，未包含机场北站，而后亭站實際為地下車站）

11号线正线全长57.5公里，其中地下线长45.2公里，高架线长11.0公里，过渡段长1.3公里。高架线路有两段，分别位于碧海灣站至机场站之间（宝源路段），长约4.2公里，以及福永站至后亭站之间（宝安大道段），长约6.7公里。福田至碧海灣之间的区间以盾构法施工为主，局部段采用矿山法、明挖法施工，其中的车公庙至红树湾南、南山站至前海湾区间采用的是∅6.98米的非标准盾构。碧海至碧头之间的区间以高架为主，局部段采用盾构、明挖法施工。
11号线为城市组团快线，兼具机场快线功能。全线共设21座车站，其中地下站17座，高架站4座。11号线站点设置具有“南快北密”的特点，机场以南站点稀疏，追求速度；机场以北站点相对密集，以方便附近居民出行。但机场以南仍不断增设车站。应宝安区政府之要求，在宝安中心区增设宝安站；应碧海片区居民要求，增设碧海灣站；与12号线交叉处增设南山站；沙井站和福永站之间增设桥头站；北端由沙井站延长至碧头站；因深茂铁路和深圳机场T4航站楼的建设，福永站和机场站之间增设机场北站。全线车站数目增至21个，運行速度降低。华强南至机场间的运行时间由24分钟延长至30分钟。尽管如此，11号线的運行速度仍远高于深圳地铁其他线路。

### 换乘站

#### 已投入使用
- 松崗站：换乘6号线及12号线。建設時已作出預留，為十字節點轉乘。轉乘12號線則需經過大堂短通道。
- 福永站：换乘12号线。建設時未作出預留，為通道轉乘。
- 機場北站：换乘20号线。
- 前海湾站：轉乘1号线和5号线。三線透過地下一樓的共用大廳進行轉乘，並設有5、11號線的聯絡線。
- 南山站：换乘12号线。12號線月台位於11號線的站廳層，並將11號線的站廳一分為二，形成十字轉乘。
- 后海站：轉乘2号线及13号线。建設時未作出預留，需經由長300多米（2号线）及500多米（13号线）的換乘通道換乘，為大廳長通道轉乘。
- 红树湾南站：换乘9号线。兩線同步建設，為同台轉乘，並設有9、11號線的聯絡線。
- 车公庙站：轉乘1号线、7号线和9号线。1號線建設時未作出預留，與其餘三線皆通過大廳通道轉乘。
- 福田站：轉乘2号线和3号线。三線同步建設，2號線與11號線因位處同層且平行，沒有設跨月台轉乘，可繞經大廳或經由3號線月台轉乘；而3號線與上述兩線皆為月台節點換乘。
- 岗厦北站：轉乘2号线、10号线和14号线。2號線建設時未作出預留，與其餘三線皆透過地下一樓新建的換乘大廳進行轉乘；10號線透過月台節點換乘11號線和14號線（反之亦然），11號線和14號線同步建設，為平行同台換乘，並設有11、14號線的聯絡線。
- 华强南站：换乘7号线。7号线建设时未作预留，故增设换乘通道。

#### 将会成为换乘站的车站
- 长安汽车站：换乘东莞轨道交通3号线。
- 機場北站：换乘深大城际铁路（33號線）。11號線和20號線建設時均未作出預留。
- 红岭南站：换乘9号线，并可前往大剧院站出站轉乘1号线、2号线和5号线。9号线建设时未作预留，預計開通初期需要出閘轉乘，並預留通道轉乘。

## 行车间隔
所有列车均行驶全程，开通初期运营时间为06:30至23:00，行车间隔约为10分钟。全线行驶时间为55分钟，平均速度达到56公里/小时，其中福田至机场区段实际运行速度达到62公里/小时，從福田站到機場站只需要29分鐘。开通初期共配列车33列，2016年6月底开通前交付列车15列。
現時已因應需求將班次加密到早高峰机场北-福田2分45，岗厦北5分30，机场北-碧头7-8分，晚高峰全线4分23/8分46（华强南-碧头），休息日6分30。并因应服务机场旅客之需要，分别延迟华强南及碧头开出的尾班车时间至23:30及23:34，以确保机场站于凌晨0时仍有地铁服务。

## 列车

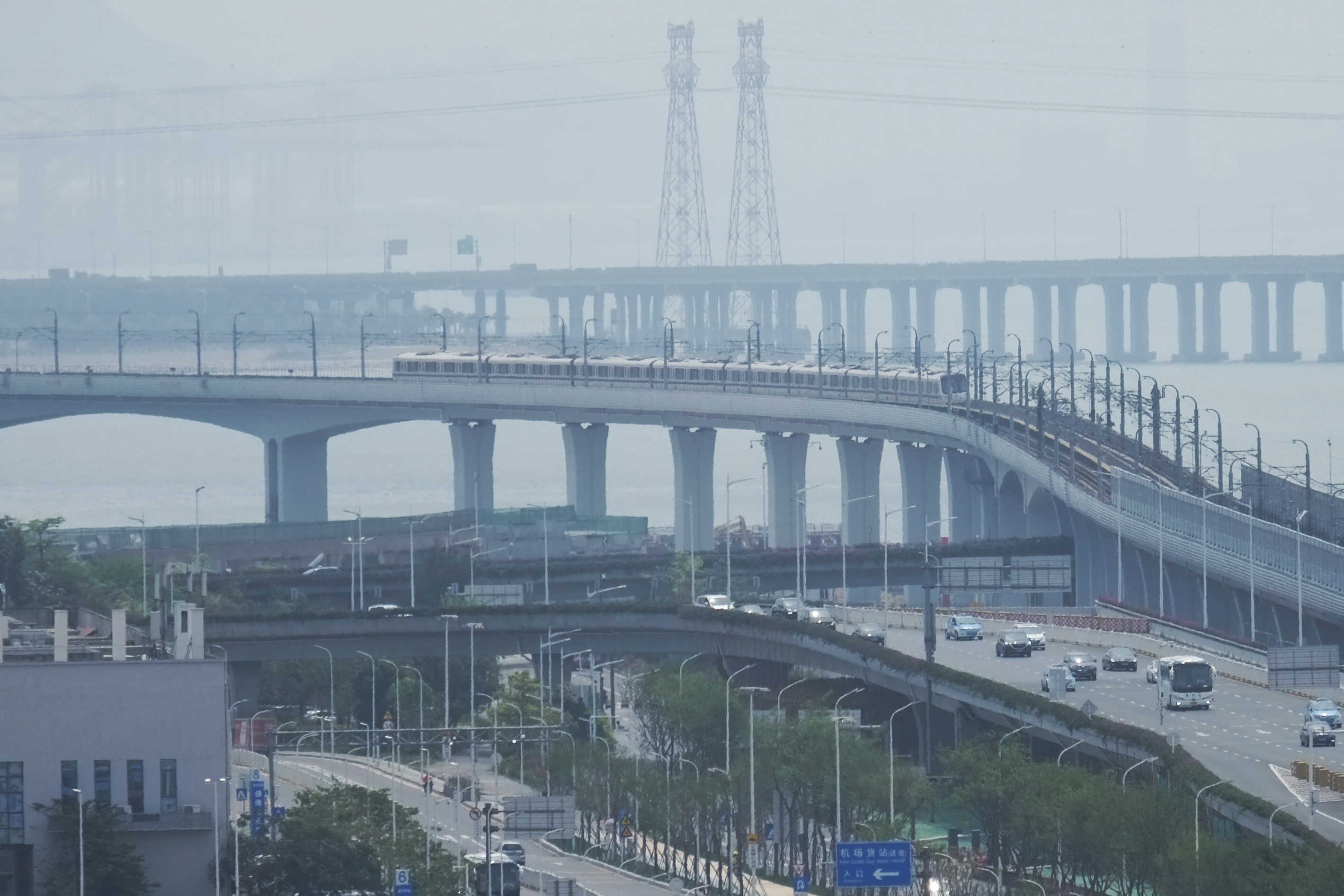
深圳地铁11号线列车正在驶离机场站

11号线使用8节编组的A型地铁列车，最大载客量 2564人，最高运行速度 120 km/h。有记者就列车运行的平稳程度进行试验，将空的矿泉水瓶和笔倒立放在车厢上，能长时间屹立不倒。

### 一期列车
一期列车的地铁内部型号為 11A3308株，车组号范围 1101-1133。列车相关合约已于2013年12月7日签约，由中国南车集团属下的南车株洲电力机车生产。
2015年7月4日，一期列车的首列车（编号 1101）下线，该列车于2015年7月中前往北京环形铁道进行135km/h的构造速度试验。
2015年9月22日，编号 1102 的列车运抵松岗车辆段，此为首列运抵车辆段的一期列车。
2015年12月28日，11号线开始正线热滑，分别以低、中、高的速度正线试跑，最高速度达到 100km/h。

### 二期及增购列车
11号线目前在工作日早高峰最大上线31列车，已达用车极限。为缓解车厢拥挤情况，地铁方面已启动列车增购程序。
二期及增购列车共40列，由中车长客轨道客车有限公司中标，地铁内部型号为 11A4008长，制造商型号为 CCD5085，车组号范围 1134-1173，于2024年11月9日投入服务。
二期及增购列车与一期列车相比，内饰和外观都进行了重新设计，车头两侧采用了独特的三角梅花瓣涂装，所有列车均采用与广州地铁十四号线二期列车类似配置的永磁牵引系统。列车车门与14号线、6号线支线、20号线的列车一样配备气密锁，但此列车的气密锁在测试时与其他列车一样为车门一关上就锁定，上线当时却改为列车关门开动并行驶一小段距离之后再进行锁定（后来又改为关门后列车一开动就锁定）。与6号线支线的列车一样，此列车的气密锁在车停稳前就开锁，不过开锁时，车门上方的长条形车门指示灯不会亮起。
此列车的广播与旧车相比，音量明显减小，导致列车过弯时的噪音有时会覆盖车厢广播。值得一提的是，列车的欢迎辞广播（“欢迎乘坐深圳地铁，本次列车开往XX方向”）仍然使用2016年的版本。

### 列车编组
| 車廂編號            | 車廂編號 | 1                                                              | 2                                                                | 3                                                                | 4                                                                | 5                                                                | 6                                                                | 7                                                                | 8                                                              |
| 集電弓              | 集電弓   |                                                                | >                                                                |                                                                  | >                                                                |                                                                  |                                                                  | <                                                                |                                                                |
| 形式區分            | 形式區分 | 11**1 (Tc)                                                     | 11**2 (Mp)                                                       | 11**3 (M)                                                        | 11**4 (Mp)                                                       | 11**5 (M)                                                        | 11**6 (M)                                                        | 11**7 (Mp)                                                       | 11**8 (Tc)                                                     |
| 牵引电机            | 一期列车 |                                                                | 中车株洲电机制 YQ-190-16 190 kW × 4台                            | 中车株洲电机制 YQ-190-16 190 kW × 4台                            | 中车株洲电机制 YQ-190-16 190 kW × 4台                            | 中车株洲电机制 YQ-190-16 190 kW × 4台                            | 中车株洲电机制 YQ-190-16 190 kW × 4台                            | 中车株洲电机制 YQ-190-16 190 kW × 4台                            |                                                                |
| 牵引电机            | 二期列车 |                                                                | 中车株洲电力机车研究所原设计 t Driver-MD1040 (J4) 230 kW × 4台   | 中车株洲电力机车研究所原设计 t Driver-MD1040 (J4) 230 kW × 4台   | 中车株洲电力机车研究所原设计 t Driver-MD1040 (J4) 230 kW × 4台   | 中车株洲电力机车研究所原设计 t Driver-MD1040 (J4) 230 kW × 4台   | 中车株洲电力机车研究所原设计 t Driver-MD1040 (J4) 230 kW × 4台   | 中车株洲电力机车研究所原设计 t Driver-MD1040 (J4) 230 kW × 4台   |                                                                |
| 牵引逆变器 辅助电源 | 一期列车 | 株洲中车时代电气制 t Power-AI5 (JR3) 160 kVA                   | 株洲中车时代电气制 t Power-TN3 (JP3) 1C4M × 1群                  | 株洲中车时代电气制 t Power-TN3 (JP3) 1C4M × 1群                  | 株洲中车时代电气制 t Power-TN3 (JP3) 1C4M × 1群                  | 株洲中车时代电气制 t Power-TN3 (JP3) 1C4M × 1群                  | 株洲中车时代电气制 t Power-TN3 (JP3) 1C4M × 1群                  | 株洲中车时代电气制 t Power-TN3 (JP3) 1C4M × 1群                  | 株洲中车时代电气制 t Power-AI5 (JR3) 160 kVA                   |
| 牵引逆变器 辅助电源 | 二期列车 | 株洲中车时代电气制 t Power-AA55 (JR10) 交流 160 kVA 直流 20 kW | 株洲中车时代电气制 t Power-TN34 (UR1/JP13) 单变流模块 1C1M × 4群 | 株洲中车时代电气制 t Power-TN34 (UR1/JP13) 单变流模块 1C1M × 4群 | 株洲中车时代电气制 t Power-TN34 (UR1/JP13) 单变流模块 1C1M × 4群 | 株洲中车时代电气制 t Power-TN34 (UR1/JP13) 单变流模块 1C1M × 4群 | 株洲中车时代电气制 t Power-TN34 (UR1/JP13) 单变流模块 1C1M × 4群 | 株洲中车时代电气制 t Power-TN34 (UR1/JP13) 单变流模块 1C1M × 4群 | 株洲中车时代电气制 t Power-AA55 (JR10) 交流 160 kVA 直流 20 kW |
| 动力单元            | 动力单元 | 单元1                                                          | 单元1                                                            | 单元1                                                            | 单元3                                                            | 单元3                                                            | 单元2                                                            | 单元2                                                            | 单元2                                                          |
| 车厢种类            | 车厢种类 | 普通车厢                                                       | 普通车厢                                                         | 普通车厢                                                         | 普通车厢                                                         | 普通车厢                                                         | 普通车厢                                                         | 商务车厢                                                         | 商务车厢                                                       |

| 一期列车（11A3308株）编组列表 |
| |
| 粉红色车卡表示该卡为女士优先车厢，黄色间红色车卡表示该卡为采用红色座椅的商务车厢，黄色间蓝色车卡表示该卡为采用蓝色座椅的商务车厢 |
| （Ⅰ）11018（Ⅱ）-（Ⅰ）11017（Ⅱ）-（Ⅰ）11016（Ⅱ）-（Ⅰ）11015（Ⅱ）-（Ⅱ）11014（Ⅰ）-（Ⅱ）11013（Ⅰ）-（Ⅱ）11012（Ⅰ）-（Ⅱ）11011（Ⅰ）  |
| （Ⅰ）11028（Ⅱ）-（Ⅰ）11027（Ⅱ）-（Ⅰ）11026（Ⅱ）-（Ⅰ）11025（Ⅱ）-（Ⅱ）11024（Ⅰ）-（Ⅱ）11023（Ⅰ）-（Ⅱ）11022（Ⅰ）-（Ⅱ）11021（Ⅰ）  |
| （Ⅰ）11038（Ⅱ）-（Ⅰ）11037（Ⅱ）-（Ⅰ）11036（Ⅱ）-（Ⅰ）11035（Ⅱ）-（Ⅱ）11034（Ⅰ）-（Ⅱ）11033（Ⅰ）-（Ⅱ）11032（Ⅰ）-（Ⅱ）11031（Ⅰ）  |
| （Ⅰ）11048（Ⅱ）-（Ⅰ）11047（Ⅱ）-（Ⅰ）11046（Ⅱ）-（Ⅰ）11045（Ⅱ）-（Ⅱ）11044（Ⅰ）-（Ⅱ）11043（Ⅰ）-（Ⅱ）11042（Ⅰ）-（Ⅱ）11041（Ⅰ）  |
| （Ⅰ）11058（Ⅱ）-（Ⅰ）11057（Ⅱ）-（Ⅰ）11056（Ⅱ）-（Ⅰ）11055（Ⅱ）-（Ⅱ）11054（Ⅰ）-（Ⅱ）11053（Ⅰ）-（Ⅱ）11052（Ⅰ）-（Ⅱ）11051（Ⅰ）  |
| （Ⅰ）11068（Ⅱ）-（Ⅰ）11067（Ⅱ）-（Ⅰ）11066（Ⅱ）-（Ⅰ）11065（Ⅱ）-（Ⅱ）11064（Ⅰ）-（Ⅱ）11063（Ⅰ）-（Ⅱ）11062（Ⅰ）-（Ⅱ）11061（Ⅰ）  |
| （Ⅰ）11078（Ⅱ）-（Ⅰ）11077（Ⅱ）-（Ⅰ）11076（Ⅱ）-（Ⅰ）11075（Ⅱ）-（Ⅱ）11074（Ⅰ）-（Ⅱ）11073（Ⅰ）-（Ⅱ）11072（Ⅰ）-（Ⅱ）11071（Ⅰ）  |
| （Ⅰ）11088（Ⅱ）-（Ⅰ）11087（Ⅱ）-（Ⅰ）11086（Ⅱ）-（Ⅰ）11085（Ⅱ）-（Ⅱ）11084（Ⅰ）-（Ⅱ）11083（Ⅰ）-（Ⅱ）11082（Ⅰ）-（Ⅱ）11081（Ⅰ）  |
| （Ⅰ）11098（Ⅱ）-（Ⅰ）11097（Ⅱ）-（Ⅰ）11096（Ⅱ）-（Ⅰ）11095（Ⅱ）-（Ⅱ）11094（Ⅰ）-（Ⅱ）11093（Ⅰ）-（Ⅱ）11092（Ⅰ）-（Ⅱ）11091（Ⅰ）  |
| （Ⅰ）11108（Ⅱ）-（Ⅰ）11107（Ⅱ）-（Ⅰ）11106（Ⅱ）-（Ⅰ）11105（Ⅱ）-（Ⅱ）11104（Ⅰ）-（Ⅱ）11103（Ⅰ）-（Ⅱ）11102（Ⅰ）-（Ⅱ）11111（Ⅰ）  |
| （Ⅰ）11118（Ⅱ）-（Ⅰ）11117（Ⅱ）-（Ⅰ）11116（Ⅱ）-（Ⅰ）11115（Ⅱ）-（Ⅱ）11114（Ⅰ）-（Ⅱ）11113（Ⅰ）-（Ⅱ）11112（Ⅰ）-（Ⅱ）11111（Ⅰ）  |
| （Ⅰ）11128（Ⅱ）-（Ⅰ）11127（Ⅱ）-（Ⅰ）11126（Ⅱ）-（Ⅰ）11125（Ⅱ）-（Ⅱ）11124（Ⅰ）-（Ⅱ）11123（Ⅰ）-（Ⅱ）11122（Ⅰ）-（Ⅱ）11121（Ⅰ）  |
| （Ⅰ）11138（Ⅱ）-（Ⅰ）11137（Ⅱ）-（Ⅰ）11136（Ⅱ）-（Ⅰ）11135（Ⅱ）-（Ⅱ）11134（Ⅰ）-（Ⅱ）11133（Ⅰ）-（Ⅱ）11132（Ⅰ）-（Ⅱ）11131（Ⅰ）  |
| （Ⅰ）11148（Ⅱ）-（Ⅰ）11147（Ⅱ）-（Ⅰ）11146（Ⅱ）-（Ⅰ）11145（Ⅱ）-（Ⅱ）11144（Ⅰ）-（Ⅱ）11143（Ⅰ）-（Ⅱ）11142（Ⅰ）-（Ⅱ）11141（Ⅰ）  |
| （Ⅰ）11158（Ⅱ）-（Ⅰ）11157（Ⅱ）-（Ⅰ）11156（Ⅱ）-（Ⅰ）11155（Ⅱ）-（Ⅱ）11154（Ⅰ）-（Ⅱ）11153（Ⅰ）-（Ⅱ）11152（Ⅰ）-（Ⅱ）11151（Ⅰ）  |
| （Ⅰ）11168（Ⅱ）-（Ⅰ）11167（Ⅱ）-（Ⅰ）11166（Ⅱ）-（Ⅰ）11165（Ⅱ）-（Ⅱ）11164（Ⅰ）-（Ⅱ）11163（Ⅰ）-（Ⅱ）11162（Ⅰ）-（Ⅱ）11161（Ⅰ）  |
| （Ⅰ）11178（Ⅱ）-（Ⅰ）11177（Ⅱ）-（Ⅰ）11176（Ⅱ）-（Ⅰ）11175（Ⅱ）-（Ⅱ）11174（Ⅰ）-（Ⅱ）11173（Ⅰ）-（Ⅱ）11172（Ⅰ）-（Ⅱ）11171（Ⅰ）  |
| （Ⅰ）11188（Ⅱ）-（Ⅰ）11187（Ⅱ）-（Ⅰ）11186（Ⅱ）-（Ⅰ）11185（Ⅱ）-（Ⅱ）11184（Ⅰ）-（Ⅱ）11183（Ⅰ）-（Ⅱ）11182（Ⅰ）-（Ⅱ）11181（Ⅰ）  |
| （Ⅰ）11198（Ⅱ）-（Ⅰ）11197（Ⅱ）-（Ⅰ）11196（Ⅱ）-（Ⅰ）11195（Ⅱ）-（Ⅱ）11194（Ⅰ）-（Ⅱ）11193（Ⅰ）-（Ⅱ）11192（Ⅰ）-（Ⅱ）11191（Ⅰ）  |
| （Ⅰ）11208（Ⅱ）-（Ⅰ）11207（Ⅱ）-（Ⅰ）11206（Ⅱ）-（Ⅰ）11205（Ⅱ）-（Ⅱ）11204（Ⅰ）-（Ⅱ）11203（Ⅰ）-（Ⅱ）11202（Ⅰ）-（Ⅱ）11201（Ⅰ）  |
| （Ⅰ）11218（Ⅱ）-（Ⅰ）11217（Ⅱ）-（Ⅰ）11216（Ⅱ）-（Ⅰ）11215（Ⅱ）-（Ⅱ）11214（Ⅰ）-（Ⅱ）11213（Ⅰ）-（Ⅱ）11212（Ⅰ）-（Ⅱ）11211（Ⅰ）  |
| （Ⅰ）11228（Ⅱ）-（Ⅰ）11227（Ⅱ）-（Ⅰ）11226（Ⅱ）-（Ⅰ）11225（Ⅱ）-（Ⅱ）11224（Ⅰ）-（Ⅱ）11223（Ⅰ）-（Ⅱ）11222（Ⅰ）-（Ⅱ）11221（Ⅰ）  |
| （Ⅰ）11238（Ⅱ）-（Ⅰ）11237（Ⅱ）-（Ⅰ）11236（Ⅱ）-（Ⅰ）11235（Ⅱ）-（Ⅱ）11234（Ⅰ）-（Ⅱ）11233（Ⅰ）-（Ⅱ）11232（Ⅰ）-（Ⅱ）11231（Ⅰ）  |
| （Ⅰ）11248（Ⅱ）-（Ⅰ）11247（Ⅱ）-（Ⅰ）11246（Ⅱ）-（Ⅰ）11245（Ⅱ）-（Ⅱ）11244（Ⅰ）-（Ⅱ）11243（Ⅰ）-（Ⅱ）11242（Ⅰ）-（Ⅱ）11241（Ⅰ）  |
| （Ⅰ）11258（Ⅱ）-（Ⅰ）11257（Ⅱ）-（Ⅰ）11256（Ⅱ）-（Ⅰ）11255（Ⅱ）-（Ⅱ）11254（Ⅰ）-（Ⅱ）11253（Ⅰ）-（Ⅱ）11252（Ⅰ）-（Ⅱ）11251（Ⅰ）  |
| （Ⅰ）11268（Ⅱ）-（Ⅰ）11267（Ⅱ）-（Ⅰ）11266（Ⅱ）-（Ⅰ）11265（Ⅱ）-（Ⅱ）11264（Ⅰ）-（Ⅱ）11263（Ⅰ）-（Ⅱ）11262（Ⅰ）-（Ⅱ）11261（Ⅰ）  |
| （Ⅰ）11278（Ⅱ）-（Ⅰ）11277（Ⅱ）-（Ⅰ）11276（Ⅱ）-（Ⅰ）11275（Ⅱ）-（Ⅱ）11274（Ⅰ）-（Ⅱ）11273（Ⅰ）-（Ⅱ）11272（Ⅰ）-（Ⅱ）11271（Ⅰ）  |
| （Ⅰ）11288（Ⅱ）-（Ⅰ）11287（Ⅱ）-（Ⅰ）11286（Ⅱ）-（Ⅰ）11285（Ⅱ）-（Ⅱ）11284（Ⅰ）-（Ⅱ）11283（Ⅰ）-（Ⅱ）11282（Ⅰ）-（Ⅱ）11281（Ⅰ）  |
| （Ⅰ）11298（Ⅱ）-（Ⅰ）11297（Ⅱ）-（Ⅰ）11296（Ⅱ）-（Ⅰ）11295（Ⅱ）-（Ⅱ）11294（Ⅰ）-（Ⅱ）11293（Ⅰ）-（Ⅱ）11292（Ⅰ）-（Ⅱ）11291（Ⅰ）  |
| （Ⅰ）11308（Ⅱ）-（Ⅰ）11307（Ⅱ）-（Ⅰ）11306（Ⅱ）-（Ⅰ）11305（Ⅱ）-（Ⅱ）11304（Ⅰ）-（Ⅱ）11303（Ⅰ）-（Ⅱ）11302（Ⅰ）-（Ⅱ）11301（Ⅰ）  |
| （Ⅰ）11318（Ⅱ）-（Ⅰ）11317（Ⅱ）-（Ⅰ）11316（Ⅱ）-（Ⅰ）11315（Ⅱ）-（Ⅱ）11314（Ⅰ）-（Ⅱ）11313（Ⅰ）-（Ⅱ）11312（Ⅰ）-（Ⅱ）11311（Ⅰ）  |
| （Ⅰ）11328（Ⅱ）-（Ⅰ）11327（Ⅱ）-（Ⅰ）11326（Ⅱ）-（Ⅰ）11325（Ⅱ）-（Ⅱ）11324（Ⅰ）-（Ⅱ）11323（Ⅰ）-（Ⅱ）11322（Ⅰ）-（Ⅱ）11321（Ⅰ）  |
| （Ⅰ）11338（Ⅱ）-（Ⅰ）11337（Ⅱ）-（Ⅰ）11336（Ⅱ）-（Ⅰ）11335（Ⅱ）-（Ⅱ）11334（Ⅰ）-（Ⅱ）11333（Ⅰ）-（Ⅱ）11332（Ⅰ）-（Ⅱ）11331（Ⅰ）  |

| 二期及增购列车（11A4008長）编组列表                                                                                             |
| |
| 粉红色车卡表示该卡为女士优先车厢，黄色间车卡表示该卡为商务车厢                                                                  |
| （Ⅰ）11341（Ⅱ）-（Ⅰ）11342（Ⅱ）-（Ⅰ）11343（Ⅱ）-（Ⅰ）11344（Ⅱ）-（Ⅱ）11345（Ⅰ）-（Ⅱ）11346（Ⅰ）-（Ⅱ）11347（Ⅰ）-（Ⅱ）11348（Ⅰ） |
| （Ⅰ）11351（Ⅱ）-（Ⅰ）11352（Ⅱ）-（Ⅰ）11353（Ⅱ）-（Ⅰ）11354（Ⅱ）-（Ⅱ）11355（Ⅰ）-（Ⅱ）11356（Ⅰ）-（Ⅱ）11357（Ⅰ）-（Ⅱ）11358（Ⅰ） |
| （Ⅰ）11361（Ⅱ）-（Ⅰ）11362（Ⅱ）-（Ⅰ）11363（Ⅱ）-（Ⅰ）11364（Ⅱ）-（Ⅱ）11365（Ⅰ）-（Ⅱ）11366（Ⅰ）-（Ⅱ）11367（Ⅰ）-（Ⅱ）11368（Ⅰ） |
| （Ⅰ）11371（Ⅱ）-（Ⅰ）11372（Ⅱ）-（Ⅰ）11373（Ⅱ）-（Ⅰ）11374（Ⅱ）-（Ⅱ）11375（Ⅰ）-（Ⅱ）11376（Ⅰ）-（Ⅱ）11377（Ⅰ）-（Ⅱ）11378（Ⅰ） |
| （Ⅰ）11381（Ⅱ）-（Ⅰ）11382（Ⅱ）-（Ⅰ）11383（Ⅱ）-（Ⅰ）11384（Ⅱ）-（Ⅱ）11385（Ⅰ）-（Ⅱ）11386（Ⅰ）-（Ⅱ）11387（Ⅰ）-（Ⅱ）11388（Ⅰ） |
| （Ⅰ）11391（Ⅱ）-（Ⅰ）11392（Ⅱ）-（Ⅰ）11393（Ⅱ）-（Ⅰ）11394（Ⅱ）-（Ⅱ）11395（Ⅰ）-（Ⅱ）11396（Ⅰ）-（Ⅱ）11397（Ⅰ）-（Ⅱ）11398（Ⅰ） |
| （Ⅰ）11401（Ⅱ）-（Ⅰ）11402（Ⅱ）-（Ⅰ）11403（Ⅱ）-（Ⅰ）11404（Ⅱ）-（Ⅱ）11405（Ⅰ）-（Ⅱ）11406（Ⅰ）-（Ⅱ）11407（Ⅰ）-（Ⅱ）11408（Ⅰ） |
| （Ⅰ）11411（Ⅱ）-（Ⅰ）11412（Ⅱ）-（Ⅰ）11413（Ⅱ）-（Ⅰ）11414（Ⅱ）-（Ⅱ）11415（Ⅰ）-（Ⅱ）11416（Ⅰ）-（Ⅱ）11417（Ⅰ）-（Ⅱ）11418（Ⅰ） |
| （Ⅰ）11421（Ⅱ）-（Ⅰ）11422（Ⅱ）-（Ⅰ）11423（Ⅱ）-（Ⅰ）11424（Ⅱ）-（Ⅱ）11425（Ⅰ）-（Ⅱ）11426（Ⅰ）-（Ⅱ）11427（Ⅰ）-（Ⅱ）11428（Ⅰ） |
| （Ⅰ）11431（Ⅱ）-（Ⅰ）11432（Ⅱ）-（Ⅰ）11433（Ⅱ）-（Ⅰ）11434（Ⅱ）-（Ⅱ）11435（Ⅰ）-（Ⅱ）11436（Ⅰ）-（Ⅱ）11437（Ⅰ）-（Ⅱ）11438（Ⅰ） |
| （Ⅰ）11441（Ⅱ）-（Ⅰ）11442（Ⅱ）-（Ⅰ）11443（Ⅱ）-（Ⅰ）11444（Ⅱ）-（Ⅱ）11445（Ⅰ）-（Ⅱ）11446（Ⅰ）-（Ⅱ）11447（Ⅰ）-（Ⅱ）11448（Ⅰ） |
| （Ⅰ）11451（Ⅱ）-（Ⅰ）11452（Ⅱ）-（Ⅰ）11453（Ⅱ）-（Ⅰ）11454（Ⅱ）-（Ⅱ）11455（Ⅰ）-（Ⅱ）11456（Ⅰ）-（Ⅱ）11457（Ⅰ）-（Ⅱ）11458（Ⅰ） |
| （Ⅰ）11461（Ⅱ）-（Ⅰ）11462（Ⅱ）-（Ⅰ）11463（Ⅱ）-（Ⅰ）11464（Ⅱ）-（Ⅱ）11465（Ⅰ）-（Ⅱ）11466（Ⅰ）-（Ⅱ）11467（Ⅰ）-（Ⅱ）11468（Ⅰ） |
| （Ⅰ）11471（Ⅱ）-（Ⅰ）11472（Ⅱ）-（Ⅰ）11473（Ⅱ）-（Ⅰ）11474（Ⅱ）-（Ⅱ）11475（Ⅰ）-（Ⅱ）11476（Ⅰ）-（Ⅱ）11477（Ⅰ）-（Ⅱ）11478（Ⅰ） |
| （Ⅰ）11481（Ⅱ）-（Ⅰ）11482（Ⅱ）-（Ⅰ）11483（Ⅱ）-（Ⅰ）11484（Ⅱ）-（Ⅱ）11485（Ⅰ）-（Ⅱ）11486（Ⅰ）-（Ⅱ）11487（Ⅰ）-（Ⅱ）11488（Ⅰ） |
| （Ⅰ）11491（Ⅱ）-（Ⅰ）11492（Ⅱ）-（Ⅰ）11493（Ⅱ）-（Ⅰ）11494（Ⅱ）-（Ⅱ）11495（Ⅰ）-（Ⅱ）11496（Ⅰ）-（Ⅱ）11497（Ⅰ）-（Ⅱ）11498（Ⅰ） |
| （Ⅰ）11501（Ⅱ）-（Ⅰ）11502（Ⅱ）-（Ⅰ）11503（Ⅱ）-（Ⅰ）11504（Ⅱ）-（Ⅱ）11505（Ⅰ）-（Ⅱ）11506（Ⅰ）-（Ⅱ）11507（Ⅰ）-（Ⅱ）11508（Ⅰ） |
| （Ⅰ）11511（Ⅱ）-（Ⅰ）11512（Ⅱ）-（Ⅰ）11513（Ⅱ）-（Ⅰ）11514（Ⅱ）-（Ⅱ）11515（Ⅰ）-（Ⅱ）11516（Ⅰ）-（Ⅱ）11517（Ⅰ）-（Ⅱ）11518（Ⅰ） |
| （Ⅰ）11521（Ⅱ）-（Ⅰ）11522（Ⅱ）-（Ⅰ）11523（Ⅱ）-（Ⅰ）11524（Ⅱ）-（Ⅱ）11525（Ⅰ）-（Ⅱ）11526（Ⅰ）-（Ⅱ）11527（Ⅰ）-（Ⅱ）11528（Ⅰ） |
| （Ⅰ）11531（Ⅱ）-（Ⅰ）11532（Ⅱ）-（Ⅰ）11533（Ⅱ）-（Ⅰ）11534（Ⅱ）-（Ⅱ）11535（Ⅰ）-（Ⅱ）11536（Ⅰ）-（Ⅱ）11537（Ⅰ）-（Ⅱ）11538（Ⅰ） |
| （Ⅰ）11541（Ⅱ）-（Ⅰ）11542（Ⅱ）-（Ⅰ）11543（Ⅱ）-（Ⅰ）11544（Ⅱ）-（Ⅱ）11545（Ⅰ）-（Ⅱ）11546（Ⅰ）-（Ⅱ）11547（Ⅰ）-（Ⅱ）11548（Ⅰ） |
| （Ⅰ）11551（Ⅱ）-（Ⅰ）11552（Ⅱ）-（Ⅰ）11553（Ⅱ）-（Ⅰ）11554（Ⅱ）-（Ⅱ）11555（Ⅰ）-（Ⅱ）11556（Ⅰ）-（Ⅱ）11557（Ⅰ）-（Ⅱ）11558（Ⅰ） |
| （Ⅰ）11561（Ⅱ）-（Ⅰ）11562（Ⅱ）-（Ⅰ）11563（Ⅱ）-（Ⅰ）11564（Ⅱ）-（Ⅱ）11565（Ⅰ）-（Ⅱ）11566（Ⅰ）-（Ⅱ）11567（Ⅰ）-（Ⅱ）11568（Ⅰ） |
| （Ⅰ）11571（Ⅱ）-（Ⅰ）11572（Ⅱ）-（Ⅰ）11573（Ⅱ）-（Ⅰ）11574（Ⅱ）-（Ⅱ）11575（Ⅰ）-（Ⅱ）11576（Ⅰ）-（Ⅱ）11577（Ⅰ）-（Ⅱ）11578（Ⅰ） |
| （Ⅰ）11581（Ⅱ）-（Ⅰ）11582（Ⅱ）-（Ⅰ）11583（Ⅱ）-（Ⅰ）11584（Ⅱ）-（Ⅱ）11585（Ⅰ）-（Ⅱ）11586（Ⅰ）-（Ⅱ）11587（Ⅰ）-（Ⅱ）11588（Ⅰ） |
| （Ⅰ）11591（Ⅱ）-（Ⅰ）11592（Ⅱ）-（Ⅰ）11593（Ⅱ）-（Ⅰ）11594（Ⅱ）-（Ⅱ）11595（Ⅰ）-（Ⅱ）11596（Ⅰ）-（Ⅱ）11597（Ⅰ）-（Ⅱ）11598（Ⅰ） |
| （Ⅰ）11601（Ⅱ）-（Ⅰ）11602（Ⅱ）-（Ⅰ）11603（Ⅱ）-（Ⅰ）11604（Ⅱ）-（Ⅱ）11605（Ⅰ）-（Ⅱ）11606（Ⅰ）-（Ⅱ）11607（Ⅰ）-（Ⅱ）11608（Ⅰ） |
| （Ⅰ）11611（Ⅱ）-（Ⅰ）11612（Ⅱ）-（Ⅰ）11613（Ⅱ）-（Ⅰ）11614（Ⅱ）-（Ⅱ）11615（Ⅰ）-（Ⅱ）11616（Ⅰ）-（Ⅱ）11617（Ⅰ）-（Ⅱ）11618（Ⅰ） |
| （Ⅰ）11621（Ⅱ）-（Ⅰ）11622（Ⅱ）-（Ⅰ）11623（Ⅱ）-（Ⅰ）11624（Ⅱ）-（Ⅱ）11625（Ⅰ）-（Ⅱ）11626（Ⅰ）-（Ⅱ）11627（Ⅰ）-（Ⅱ）11628（Ⅰ） |
| （Ⅰ）11631（Ⅱ）-（Ⅰ）11632（Ⅱ）-（Ⅰ）11633（Ⅱ）-（Ⅰ）11634（Ⅱ）-（Ⅱ）11635（Ⅰ）-（Ⅱ）11636（Ⅰ）-（Ⅱ）11637（Ⅰ）-（Ⅱ）11638（Ⅰ） |
| （Ⅰ）11641（Ⅱ）-（Ⅰ）11642（Ⅱ）-（Ⅰ）11643（Ⅱ）-（Ⅰ）11644（Ⅱ）-（Ⅱ）11645（Ⅰ）-（Ⅱ）11646（Ⅰ）-（Ⅱ）11647（Ⅰ）-（Ⅱ）11648（Ⅰ） |
| （Ⅰ）11651（Ⅱ）-（Ⅰ）11652（Ⅱ）-（Ⅰ）11653（Ⅱ）-（Ⅰ）11654（Ⅱ）-（Ⅱ）11655（Ⅰ）-（Ⅱ）11656（Ⅰ）-（Ⅱ）11657（Ⅰ）-（Ⅱ）11658（Ⅰ） |
| （Ⅰ）11661（Ⅱ）-（Ⅰ）11662（Ⅱ）-（Ⅰ）11663（Ⅱ）-（Ⅰ）11664（Ⅱ）-（Ⅱ）11665（Ⅰ）-（Ⅱ）11666（Ⅰ）-（Ⅱ）11667（Ⅰ）-（Ⅱ）11668（Ⅰ） |
| （Ⅰ）11671（Ⅱ）-（Ⅰ）11672（Ⅱ）-（Ⅰ）11673（Ⅱ）-（Ⅰ）11674（Ⅱ）-（Ⅱ）11675（Ⅰ）-（Ⅱ）11676（Ⅰ）-（Ⅱ）11677（Ⅰ）-（Ⅱ）11678（Ⅰ） |
| （Ⅰ）11681（Ⅱ）-（Ⅰ）11682（Ⅱ）-（Ⅰ）11683（Ⅱ）-（Ⅰ）11684（Ⅱ）-（Ⅱ）11685（Ⅰ）-（Ⅱ）11686（Ⅰ）-（Ⅱ）11687（Ⅰ）-（Ⅱ）11688（Ⅰ） |
| （Ⅰ）11691（Ⅱ）-（Ⅰ）11692（Ⅱ）-（Ⅰ）11693（Ⅱ）-（Ⅰ）11694（Ⅱ）-（Ⅱ）11695（Ⅰ）-（Ⅱ）11696（Ⅰ）-（Ⅱ）11697（Ⅰ）-（Ⅱ）11698（Ⅰ） |
| （Ⅰ）11701（Ⅱ）-（Ⅰ）11702（Ⅱ）-（Ⅰ）11703（Ⅱ）-（Ⅰ）11704（Ⅱ）-（Ⅱ）11705（Ⅰ）-（Ⅱ）11706（Ⅰ）-（Ⅱ）11707（Ⅰ）-（Ⅱ）11708（Ⅰ） |
| （Ⅰ）11711（Ⅱ）-（Ⅰ）11712（Ⅱ）-（Ⅰ）11713（Ⅱ）-（Ⅰ）11714（Ⅱ）-（Ⅱ）11715（Ⅰ）-（Ⅱ）11716（Ⅰ）-（Ⅱ）11717（Ⅰ）-（Ⅱ）11718（Ⅰ） |
| （Ⅰ）11721（Ⅱ）-（Ⅰ）11722（Ⅱ）-（Ⅰ）11723（Ⅱ）-（Ⅰ）11724（Ⅱ）-（Ⅱ）11725（Ⅰ）-（Ⅱ）11726（Ⅰ）-（Ⅱ）11727（Ⅰ）-（Ⅱ）11728（Ⅰ） |
| （Ⅰ）11731（Ⅱ）-（Ⅰ）11732（Ⅱ）-（Ⅰ）11733（Ⅱ）-（Ⅰ）11734（Ⅱ）-（Ⅱ）11735（Ⅰ）-（Ⅱ）11736（Ⅰ）-（Ⅱ）11737（Ⅰ）-（Ⅱ）11738（Ⅰ） |

### 特殊车厢

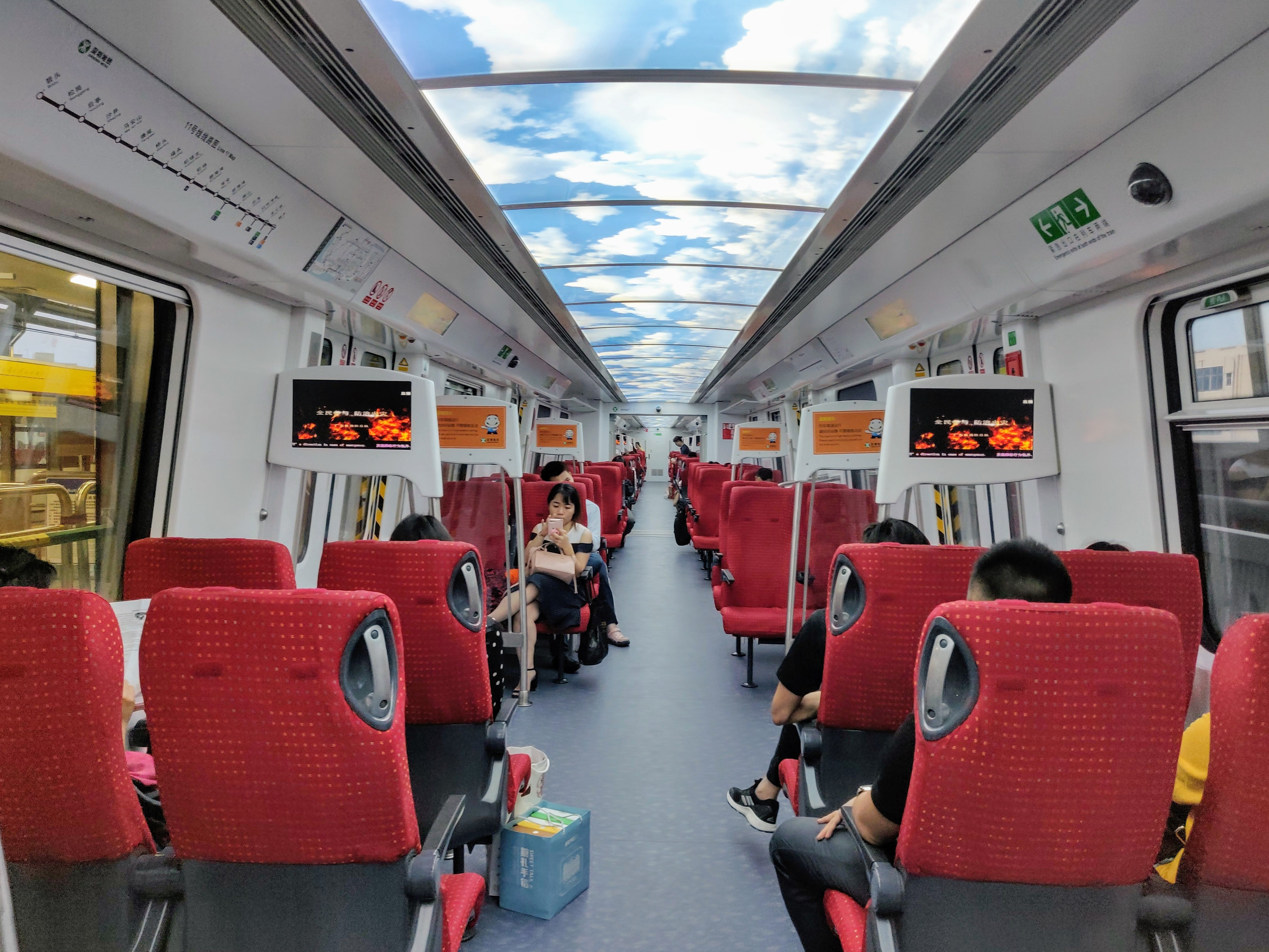
11号线商务车厢内部1

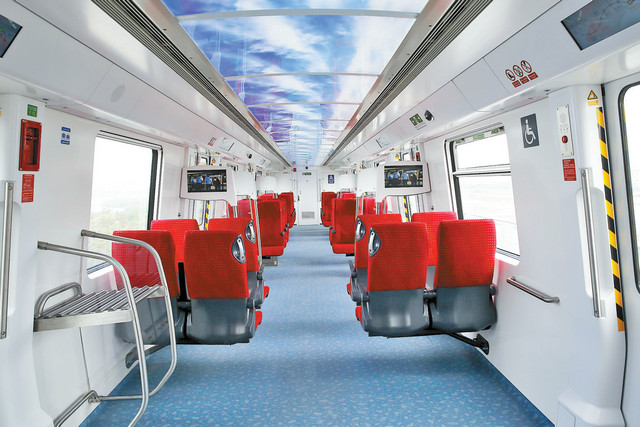
11号线商务车厢内部2

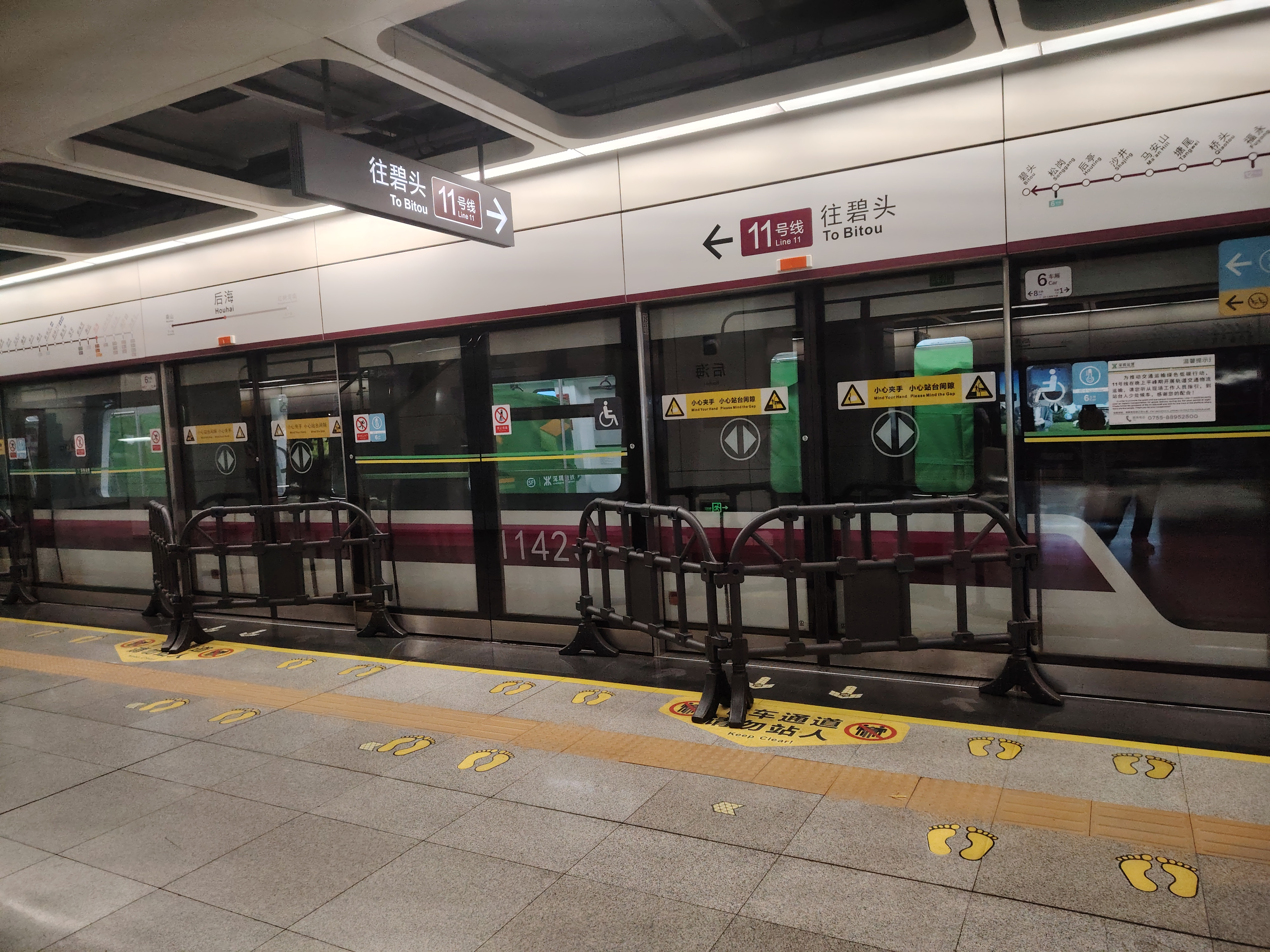
与顺丰合作的夜间快递运输车厢

#### 商务车厢
11号线列车的第7、8两节车厢为商务车厢，两节车厢共112个座位。乘坐商务车廂的旅客须购买商务车廂车票，支付额外车资（三倍于普通车厢），其运作方式类似于港铁东铁线。
商务车厢采用与高铁座椅类似的2+2布局沙发软座，座椅底部设有放置小件行李的架空结构；车厢顶部是具有蓝天白云效果的顶灯，脚下是泛起点点水花的蓝色地板。同时，为了防止列车在高架段运行时阳光对车内乘客的影响，车厢窗户还特别安装了遮阳帘。

#### 女士优先车厢
2018年3月8日起，列车的第1、6節車廂設為女士優先車廂，唯現已取消。

## 車站設施及設計
- 11號線車站普遍設有洗手間，設於付費區外；部分車站（如松崗站）在付費區內設有洗手間。
- 11號線21個車站中，其中11個設有公共藝術牆[31]，主要出現在地下車站（松崗站及福田站除外）。
- 11號線部分地下車站以網點拼砌圖案裝飾搪瓷板，如松崗站以網點拼砌成樹狀圖案，而寶安站以網點拼砌成不同運動員的英姿。
- 由於商務車廂設於向碧頭方向的兩個車卡，為方便管理，這兩個車廂的候車月台被鐵馬圍封，只留一個開口，在開口旁邊設置商務車廂核准機，並由地鐵職員把守開口，以防止乘客逃票。
- 11號線部分車站為高架車站，這些高架車站採用自然通風，但仍安裝類似地下站的全高安全門，而非4號線的半高安全門（情況與1、3、5、6号线的高架站相似）。
- 11號線所有車站（不論是地下站，高架站，換乘站，或者是東延段和北延段的車站）均採用島式月台。

## 未来发展

### 东延方案
为了方便将来市區一帶乘客前往机场，深圳市于2015年起已提出把11号线东延至福田区上海宾馆站，有关构想被纳入于2019年完成编制的「四期建设规划调整」，当中包括经深南路延长至罗湖区大劇院站（中途设岗厦北站和上海宾馆站）及经福华路、南园路延长至罗湖区红岭南站（中途设岗厦北站和华强南站）两个方案，其中福田站至岗厦北站段已率先被纳入2019年动工的岗厦北枢纽工程，已在2022年9月23日完成空载试运行，并于2022年10月28日与14号线一同完工开通。
福田站至岗厦北站段开通初期兩年（2022年10月28日至2024年11月8日）来回方向需要单线双程运行。
深圳地鐵11號線二期後通段將分段開通，其中崗廈北站至華強南站段已於2024年12月28日投用運營，而剩餘華強南站至紅嶺南站段將於2025年12月底投入運營。
最终经由福华路、華強南站及南园路至红岭南站的方案于2020年3月获国家发改委审批通过，全长5.58公里，预计工期4年。同年4月，深圳市于方案中再加入福星站（當時工程名為中大八院站），并就岗厦北站至红岭南站段工程进行环境评估公示。
有关方面亦曾提出把11号线继续东延至国贸站、罗湖站的意向，唯有关构想暂未被列入任何规划中，但在紅嶺南站後折返線會預留延伸條件。

### 北延方案
本线未来将从碧头站北延到东莞市长安镇汽车站，并与东莞轨道交通3号线无缝换乘接驳。2020年，深圳地铁11号线延伸到长安镇列入交通运输部关于深圳市开展高品质创新型国际航空枢纽建设等交通强国建设试点工作的意见。
2022年8月26日，11号线北延的深圳段已纳入深圳市城市轨道交通五期规划，但东莞段还暂未明确。
2024年6月18日，东莞市轨道交通局将11号线北延东莞段纳入第二期建设规划调整（2022-2030年）中。7月，深圳地鐵11號線北延深圳段獲得國家批覆。

## 事故
- 2017年12月6日早7时许，因外部施工单位项目作业时未经申报擅自打桩施工，桩头击穿地铁11号线红树湾南站-后海站间下行盾构隧道结构，致1117号列车撞断桩头，列车严重受损，相关地铁设备不同程度损伤，该段服务被迫中断約12小時，事故中无乘客受伤[41]。经全力抢修和系统安全检查，地铁集团于晚上7時48分起恢复红树湾南-后海下行列车运行服务[42]。目前，上述隧道事故点正进行隧道永久性修复加固的勘察工作，由于相关工作只能在非运营时间进行，预计完成永久性修复加固工作要延至2021年。
- 2017年12月23日，机场-碧海湾站区间发生人身事故，造成往福田站方向的列车延误。列车已经恢复正常通车，事故原因由警方调查[43]。
- 2025年6月17日，一列行駛中的列車在碧海灣站突然停駛並出現異響和煙霧，一度導致全線延誤近20分鐘，后地鐵官方發佈公告地鐵11號線列車出現異響的原因為「列車電器故障」導致。[44]

## 运营问题

### 限速和安全隐患问题
深圳地铁11号线开通时最高运行速度为每小时120千米，現時由于路基、隧道风压、噪音和安全隐患等一系列问题，列車在部分区间段被限速至每小时80千米運行，引发争议。而限速原因被认为是与多起行车安全事件导致。自2016年11月3日至2018年1月8日，11号线累计发生211起撞击刮擦，共225处，涉及列车27列，累计的撞击刮擦中，找到关联异物的有11起，主要为轨道弹性扣件。时常造成列车部件损坏，正线多起列车清客以及引发少量乘客恐慌事件，轨道弹条的撞击对行车安全构成极大的威胁，严重影响正线列车的运营安全。目前深圳地铁方面正在进行曲线打磨，研发并使用新型板件来解决问题，已於2020年5月起试点更换新型扣件，已經恢复每小时120千米的运营速度。